# Radio Ethiopia
Radio Ethiopia – drugi album Patti Smith nagrany w 1976 roku w Record Plant Studios (Nowy Jork).

## Lista utworów
| 1. | "Ask the Angels" (Patti Smith, Ivan Kral)                | 3:07  |
|    |                                                          |       |
| 2. | "Ain't It Strange" (Smith, Kral)                         | 6:35  |
|    |                                                          |       |
| 3. | "Poppies" (Smith, Richard Sohl)                          | 7:05  |
|    |                                                          |       |
| 4. | "Pissing in a River" (Smith, Kral)                       | 4:41  |
|    |                                                          |       |
| 5. | "Pumping" (Smith, Kral, Jay Dee Daugherty)               | 3:20  |
|    |                                                          |       |
| 6. | "Distant Fingers" (Smith, Allen Lanier)                  | 4:17  |
|    |                                                          |       |
| 7. | "Radio Ethiopia" (Smith, Lenny Kaye)                     | 10:00 |
|    |                                                          |       |
| 8. | "Abyssinia" (Smith, Kaye, Sohl)                          | 2:10  |
|    |                                                          |       |
| 9. | "Chiklets" (Smith, Kral) (bonus na reedycji w wersji CD) | 6:23  |
|    |                                                          |       |
|    |                                                          | 47:38 |
|    |                                                          |       |
- Utwory "Radio Ethiopia" i "Abyssinia" zostały nagrane na żywo 9 sierpnia 1976 r.

## Skład
- Patti Smith – wokal, gitara
- Lenny Kaye – gitara, gitara basowa, wokal
- Jay Dee Daugherty – perkusja, instrumenty perkusyjne
- Ivan Kral – gitara basowa, gitara
- Richard Sohl – instrumenty klawiszowe, syntezator, pianino